# Jean Marc Gaspard Itard

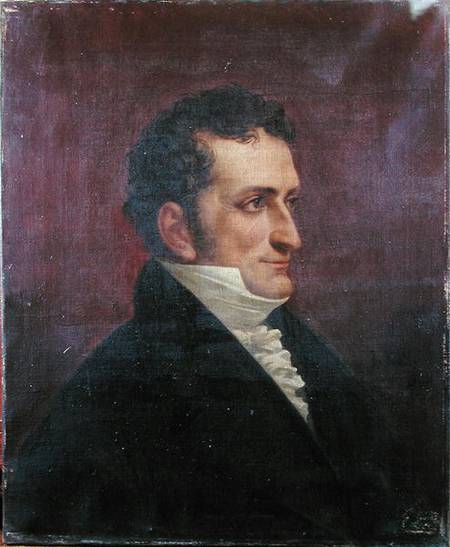
Jean Itard

Jean Marc Gaspard Itard (ur. 24 kwietnia 1774 w Oraison, zm. 5 lipca 1838 w Paryżu) – francuski lekarz i pedagog. Znany jako opiekun dzikiego dziecka, Victora, nad którym sprawował pieczę i prowadził rozległe badania. Opis przypadku Victora jest jednym z najsłynniejszych w literaturze psychologicznej. 